# فرانچسکو دامیانی
فرانچسکو دامیانی (ایتالیایی: Francesco Damiani؛ زادهٔ ۴ اکتبر ۱۹۵۸) بوکسور اهل ایتالیا بود.